# Hilma af Klint
Hilma af Klint (Solna, comtat d'Estocolm, Suècia, 26 d'octubre de 1862 - Danderyd, comtat d'Estocolm, Suècia, 21 d'octubre de 1944) va ser la primera artista a pintar art abstracte, trencant amb el llenguatge figuratiu almenys cinc anys abans que altres artistes que se n'atorguen el mèrit.
Les seves pintures es consideren entre les primeres obres abstractes conegudes en la història de l'art occidental. Una part considerable de la seva obra és anterior a les primeres composicions purament abstractes de Kandinsky, Malèvitx i Mondrian.

## Carrera artística i indagació espiritual
Va formar-se a l'Escola Tècnica Artística (Tekniska Skolan, avui Konstfack) i a l'Acadèmia de Belles Arts (Konstakademien) d'Estocolm, i aviat va esdevenir una gran pintora, respectada per la qualitat dels seus retrats i paisatges, que exposava la seva obra habitualment, tant a Suècia com en diverses ciutats d'Europa; així, doncs, va poder guanyar-se la vida amb la seva feina des de 1887, però va mantenir el que ella anomenava «la gran obra», la seva veritable indagació pictòrica i metafísica, com una activitat relativament privada.

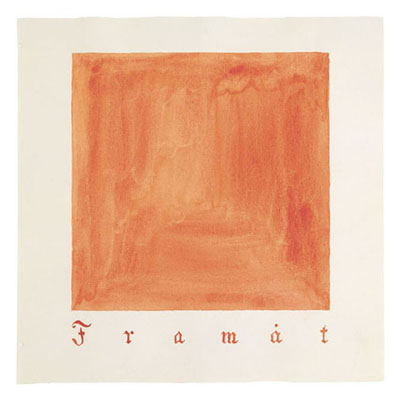
Forwards, Parcifal Series, Group 2, Section 4: The Convolute of the Physical Plane (1916), d'Af Klint

Durant els seus estudis va conèixer la paisatgista Anna Cassel, que la introduiria en el grup de Les Cinc (De Fem), format per dones artistes interessades en l'espiritualitat –que creien en la importància d'intentar contactar amb els anomenats «Alts Mestres», sovint mitjançant sessions d'espiritualitat–, i en el si del qual es va interessar en una pintura no figurativa, experimentant en la pintura i l'escriptura automàtiques, amb l'objectiu de transmetre idees espirituals i metafísiques.
En aquells anys, Af Klint es va incorporar al cercle espiritual de la Societat Edelweiss, va assistir a conferències dels teòsofs Annie Besant i Rudolf Steiner, i es va interessar pels escrits d'Helena Blavatski i la seva teosofia, que també van influir en el seu interès per l'abstracció i el simbolisme en la pintura. El 1904 s'uní a la Societat Teosòfica i després va formar part de la Societat Antroposòfica, fundada per Steiner el 1913.
Les primeres obres no figuratives d'Af Klint són les que s'apleguen en el conjunt conegut com Les pintures per al Temple, que aspirava a instal·lar en un temple construït en espiral, tot i que aquest projecte mai va arribar a culminar. Elaborades entre els anys 1906 i 1915, aquestes obres responen a un intent per articular una visió mística de la realitat i, estilísticament, són un esforç per explorar nous enfocaments de la forma, la composició i el color, i una clara experimentació en el que després s'anomenaria pintura abstracta. Partint d'una dimensió espiritual de l'existència, af Klint va voler indagar per la via teosòfica –l'exploració espiritual que tenia a l'abast en la seva època– el que hi ha més enllà del que és visible, i dissoldre els límits del que anomenem realitat. La seva sòlida formació científica la feia coneixedora de la radioactivitat, les ones de ràdio o les partícules atòmiques, per exemple, presents en la realitat i, en canvi, invisibles a l'ull humà. I va voler comprendre i plasmar amb la geometria, l'art i el color, una realitat que no pot assolir el cervell humà només amb els sentits.
En el conjunt de la seva obra, que arriba a tenir mil tres-centes peces, Hilma af Klint va mantenir ocultes les seves pintures abstractes i les exposà –privadament, en cercles afins– en molt poques ocasions. En el seu testament demanava que no es mostressin fins passats vint anys de la seva mort, convençuda que el món no estava preparat per comprendre aquesta nova forma d'art, segons que mostren les anotacions en els més de cent quaderns que recullen les seves reflexions i documenten la seva creació. El seu nebot, que n'era l'hereu, i la seva família, tampoc va ser conscient de la importància d'aquesta pintora, fins passats els anys.
El 1970 una part de les seves pintures van ser cedides al Museu d'Art Modern d'Estocolm, el Moderna Museet, que les gestiona juntament amb la fundació que porta el seu nom.

## Exposicionsː una selecció

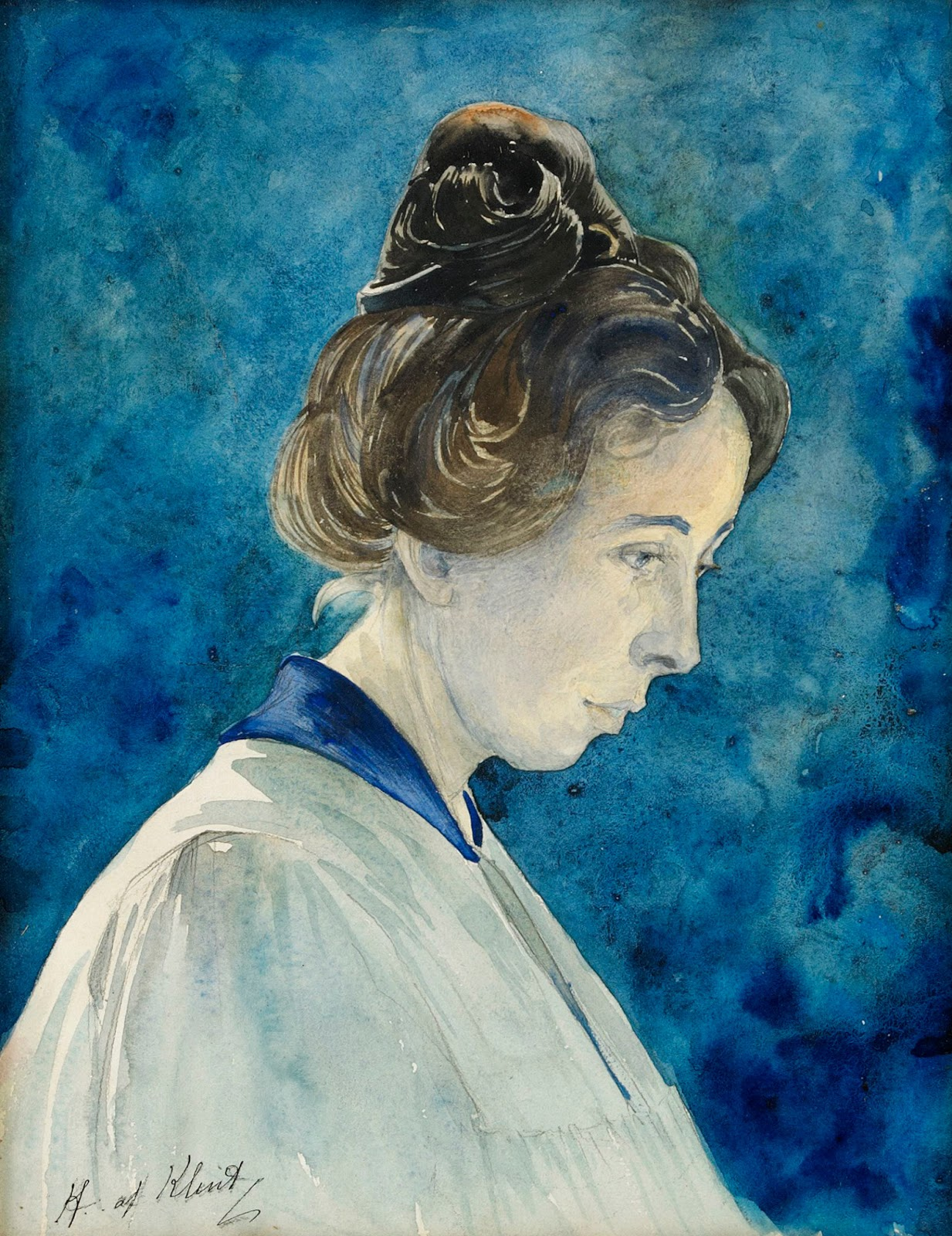
Autoretrat

L'obra abstracta de Hilma af Klint es va mostrar per primera vegada a l'exposició The Spiritual in Art, Abstract Painting 1890–1985, organitzada per Maurice Tuchman a Los Angeles l'any 1986; seria el punt de partida del seu reconeixement internacional.
L'any 2018 l'exposició del Museu Solomon R. Guggenheim, Hilma Af Klint: Paintings for the Future, va ser la més visitada en els 60 anys d'història del museu, amb més de 600.000 visitants.
- 1986 - The Spiritual in Art: Abstract Painting 1890-1985, Los Angeles County Museum of Art, Los Angeles 1986.[11] Museum of Contemporary Art, Chicago 1987; Gemeentemuseum Den Haag, Països Baixos, 1987
- 1988-1989 - Hilma af Klint imatges secretes, Nordic Art Association, Sveaborg Helsinki Finland
- 1989-1991 - Pintor oculta i pioner abstracta, Moderna museet, Estocolm
- 1991-1992 - Okkultismus und abstraction, Die Malerin Hilma af Klint, Albertina, Wien. Kunsthaus Graz, Àustria; Modern Museum Passau, Alemanya
- 1999-2000 - Målningarna till templet (Les pintures del temple), Liljevalchs konsthall, Estocolm
- 2005–2006 - 3 x Abstraction: New Methods of Drawing, exposició col·lectiva d'Hilma af Klint, l'expressionista abstracta minimalista Agnes Martin i la dibuixanta abstracta Emma Kunz. The Drawing Center, New York; Santa Monica Museum of Art; Irish Museum of Modern Art, Dublin.
- 2006 - An Atom in the Universe, Camden Arts Centre, Londres.
- 2007-2008 - The Alpine Cathedral and The City-Crown, Josiah McElheny. Moderna Muséet, Estocolm
- 2008 - The Message. The Medium as artist - Das Medium als Künstler, Bochum, Alemanya
- 2008 - Traces du Sacré, Centre Georges Pompidou, París
- 2008 - Hilma af Klint – Une modernité rélévée Centre Culturel Suédois, París
- 2008-2009 - Traces du Sacré Haus der Kunst, Múnic
- 2010 - De geheime schilderijen van Hilma af Klint, Museum voor Moderne Kunst, Arnhem

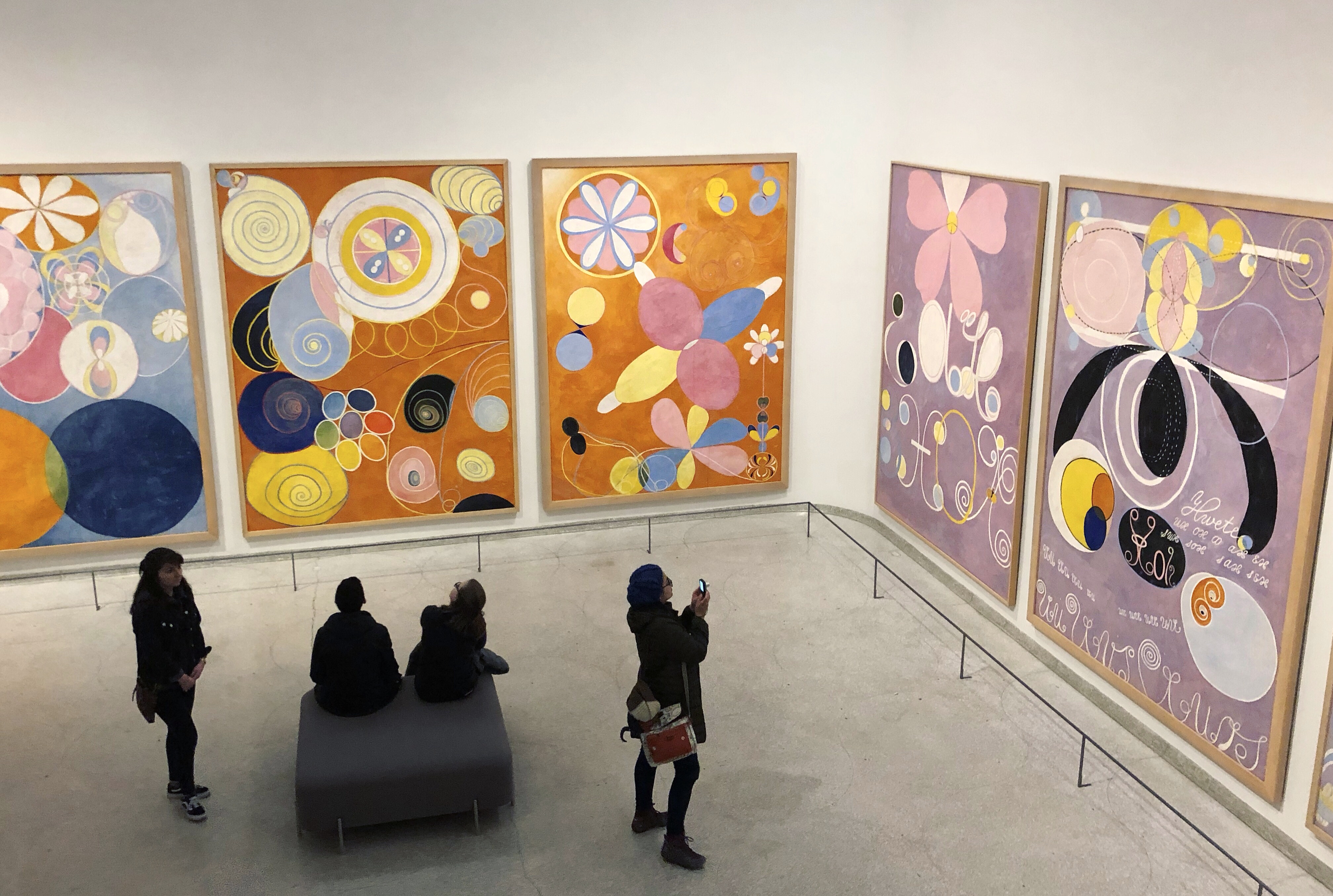
Exposició del 2018 al Guggenheim

- Exposició del 2018 al Guggenheim2013 -2014 Hilma af Klint, a Pioneer of Abstraction, Moderna Museet, Estocolm; Hamburger Bahnhof – Museum für Gegenwart, Berlín; Museo Picasso, Màlaga
- 2015 - Treballs al Pavelló Central de la 55a Bienal de Venècia
- 2016 - Painting the Unseen, Serpentine Gallery, Londres
- 2016 - The Keeper, New Museum of Contemporary Art, New York 20.07 - 02.10 2016[12]
- 2017 - Au-delà des étoiles - Le paysage mystique, Musée d'Orsay, Paris. 14.03 - 25.06 2017[13]
- 2017 - Jardin infini. De Giverny à l'Amazonie, Centre Pompidou, Metz. 18.03 - 28.08 2017[14]
- 2018 - Hilma af Klint: Paintings for the Future, Salomon R. Guggenheinm Museum. 12.10.2018 - 23.4.2019
- 2021 - Hilma af Klint: The Secret Paintings, Art Gallery of New South Wales, City Gallery Wellington 2021, 2022

## Reconeixement i llegat
- Un llargmetratge documental de la directora alemanya Halina Dyrschka, titulat Beyond the Visible — Hilma of Clint (Més enllà del visible – Hilma af Klint, 2019), es proposa corregir aquest oblit; i no tan sols resseguir la biografia de l'artista, sinó també «investigar el paper atorgat a les dones en la història de l'art i revelar com i per què se li va negar escandalosamente a Hilma af Klint l'estatus de pionera de l'art modern».[15]
- La seva obra es presenta al curtmetratge Point and Line to Plane (2020), de Sofia Bohdanowicz. Inclou l'exposició del 2018 del Museu Solomon R. Guggenheim Hilma Af Klint: Paintings for the Future, que es veu a mitja instal·lació.[16]

## Galeria

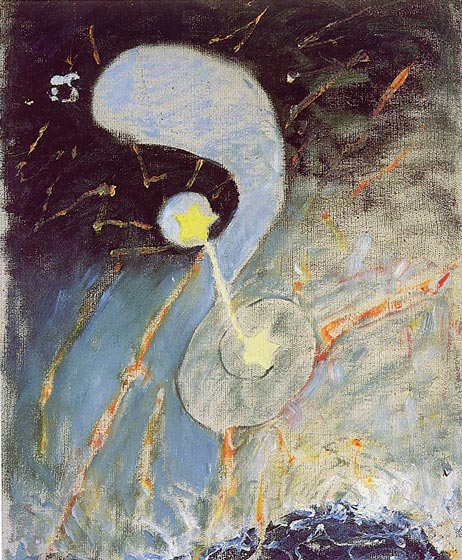
Chaos - Núm. 2, 1906
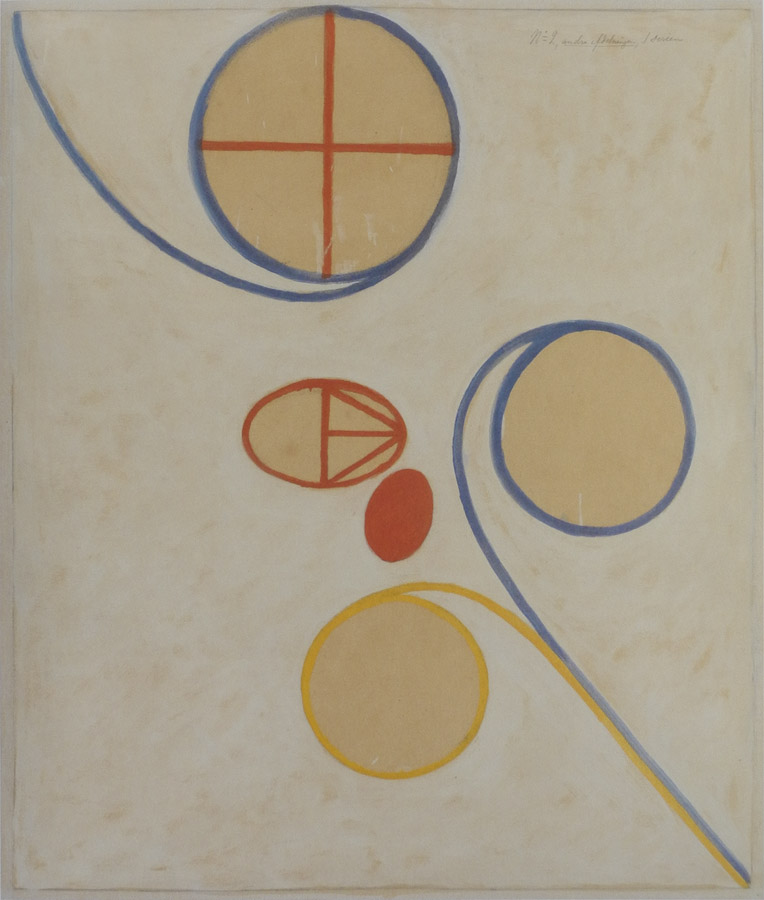
The seven pointed star, Núm. 2, 1908
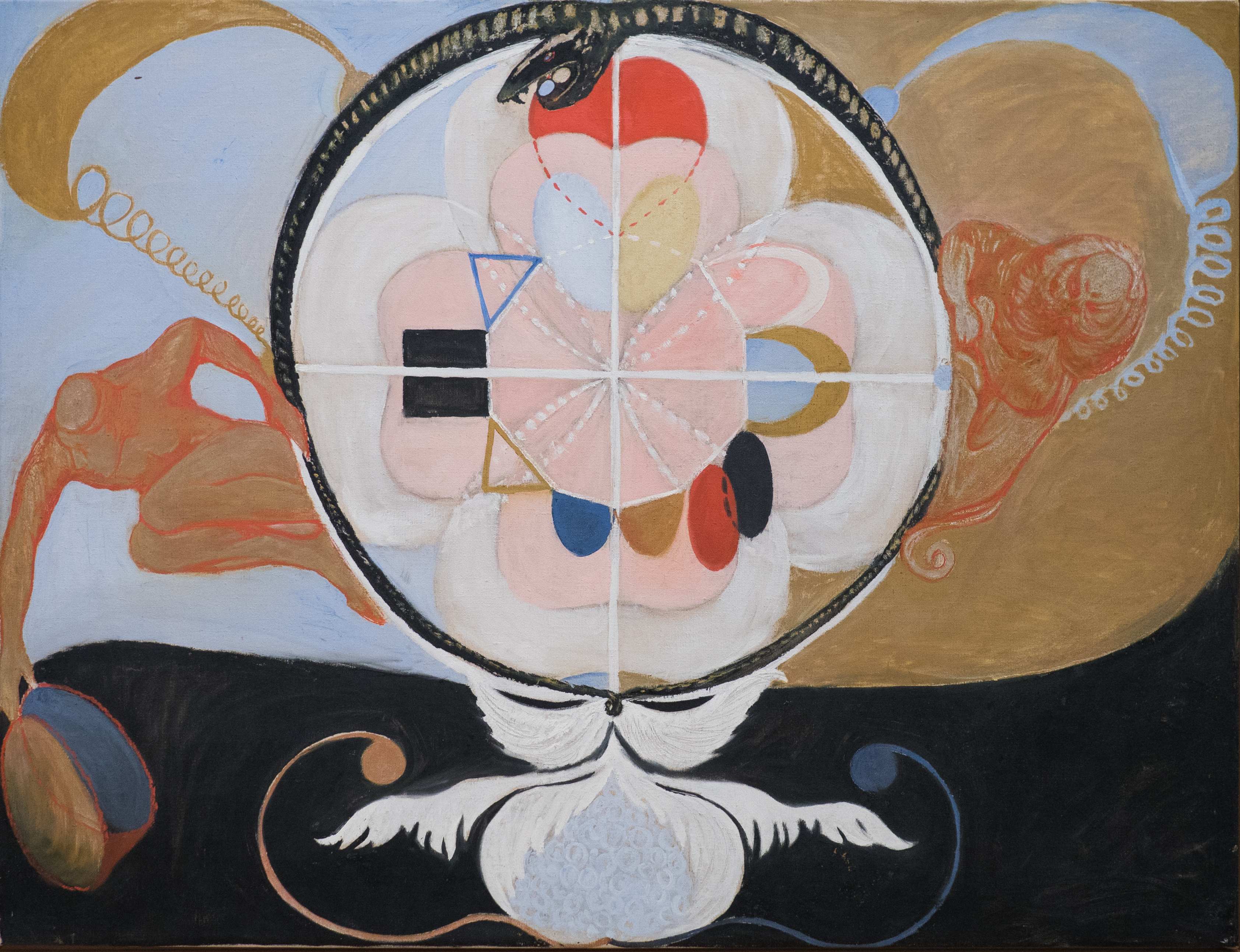
Evolution, Núm. 13, Group VI, 1908
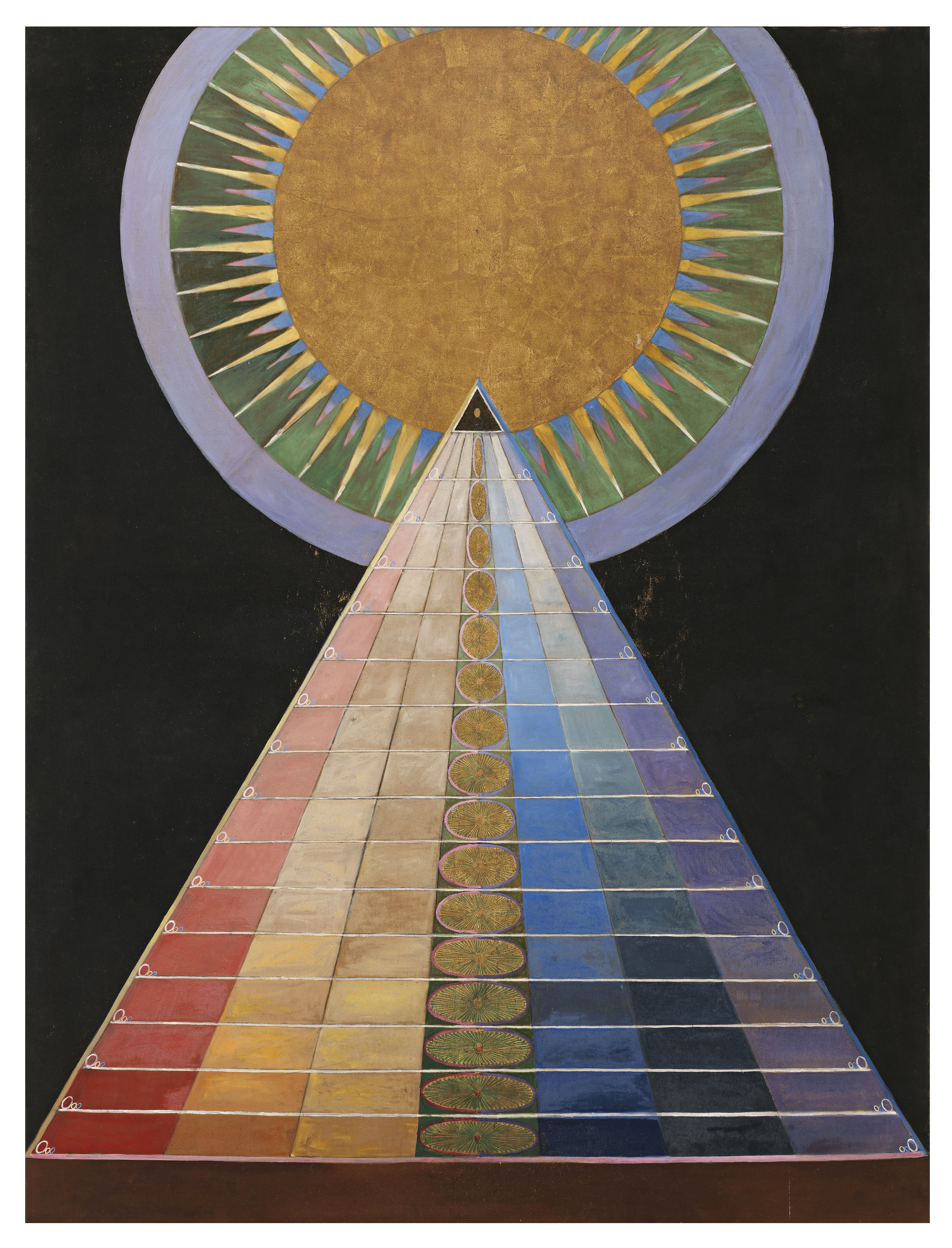
Group X, Núm. 1, Altarpiece, 1915
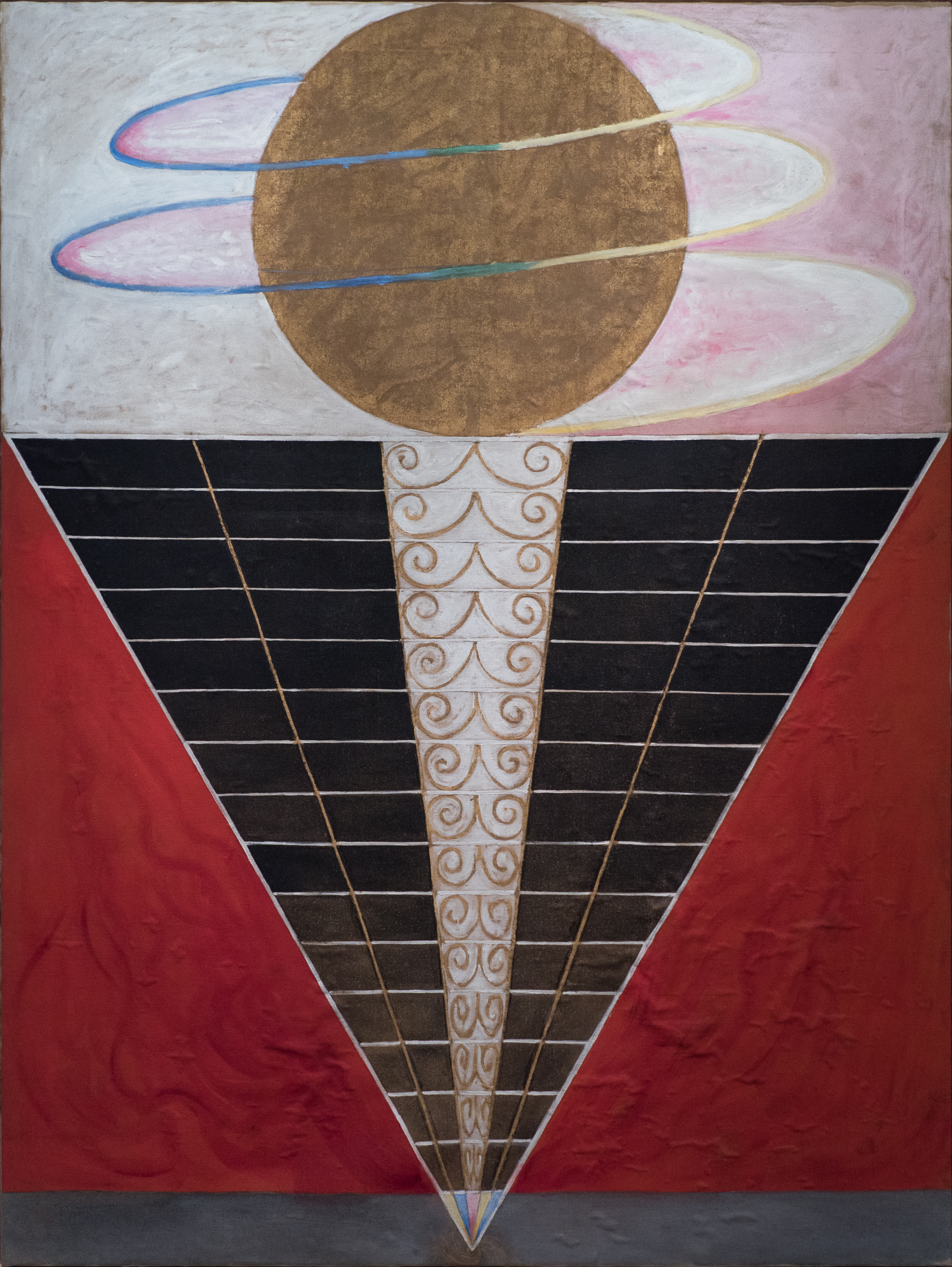
Group X, Núm. 2, Altarpiece, 1915
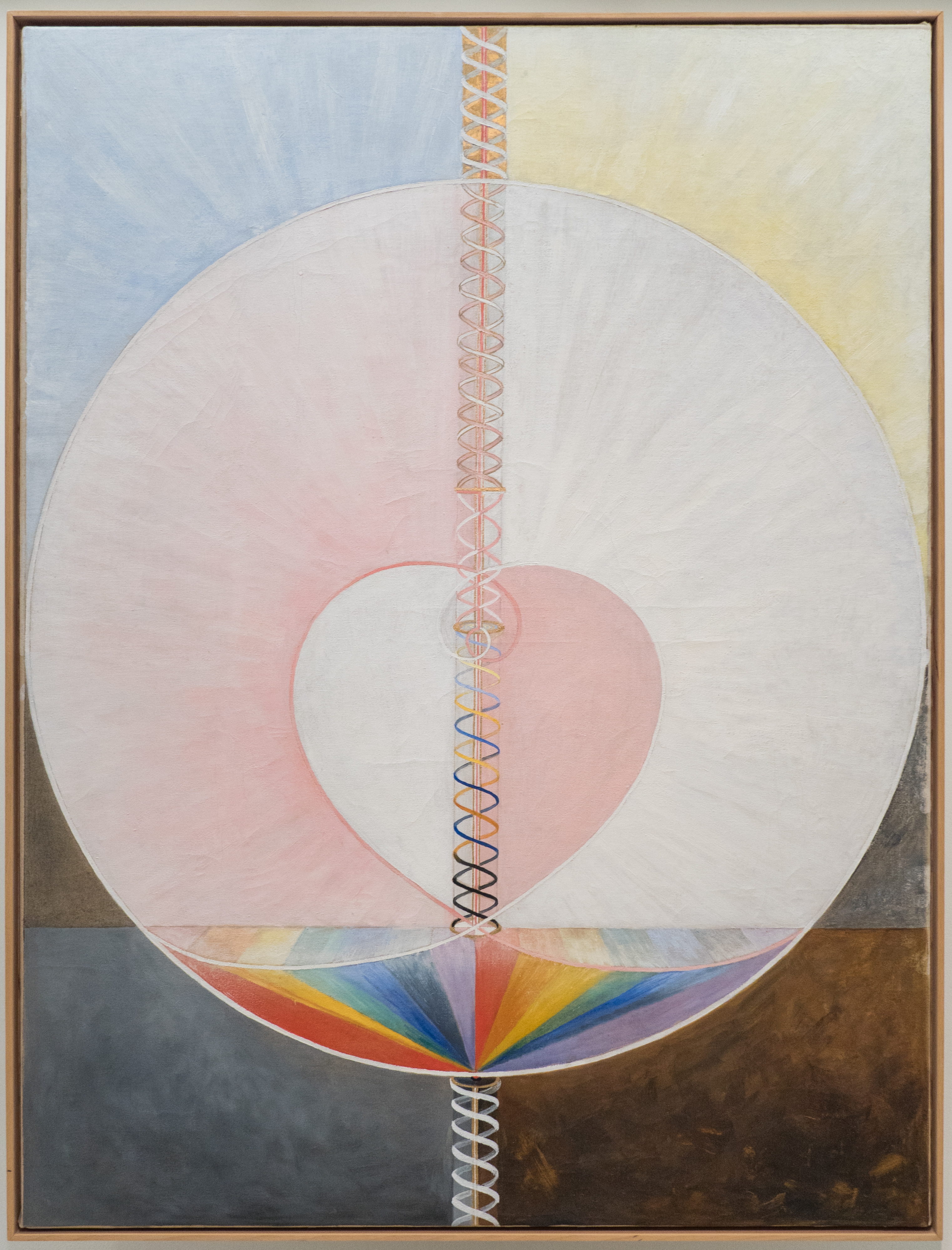
Group IX/UW, Núm. 25, The Dove, No. 1, 1915
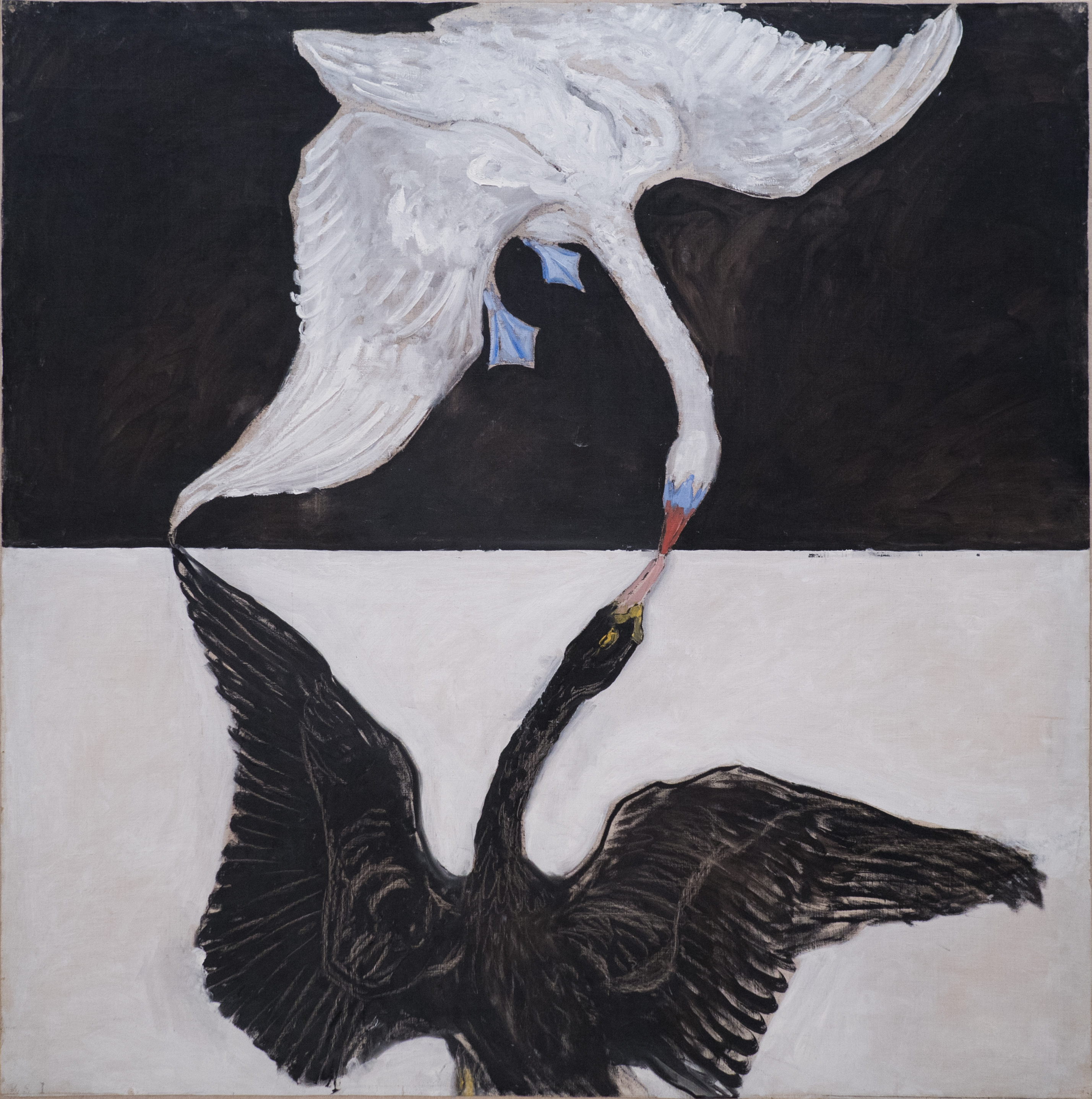
Group IX/SUW, The Swan, Núm. 1, 1915
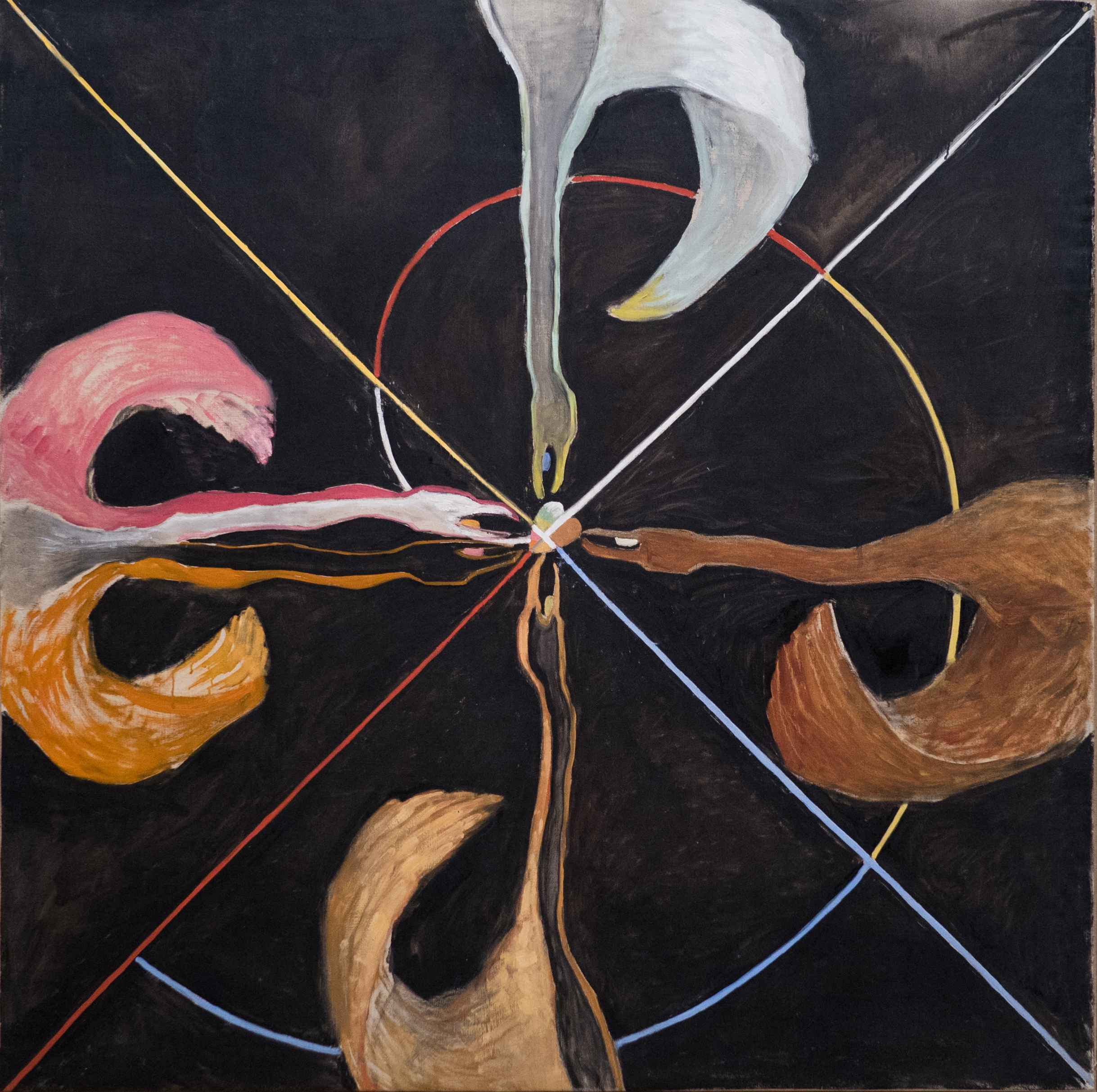
Group IX/SUW, The Swan, Núm. 7, 1915
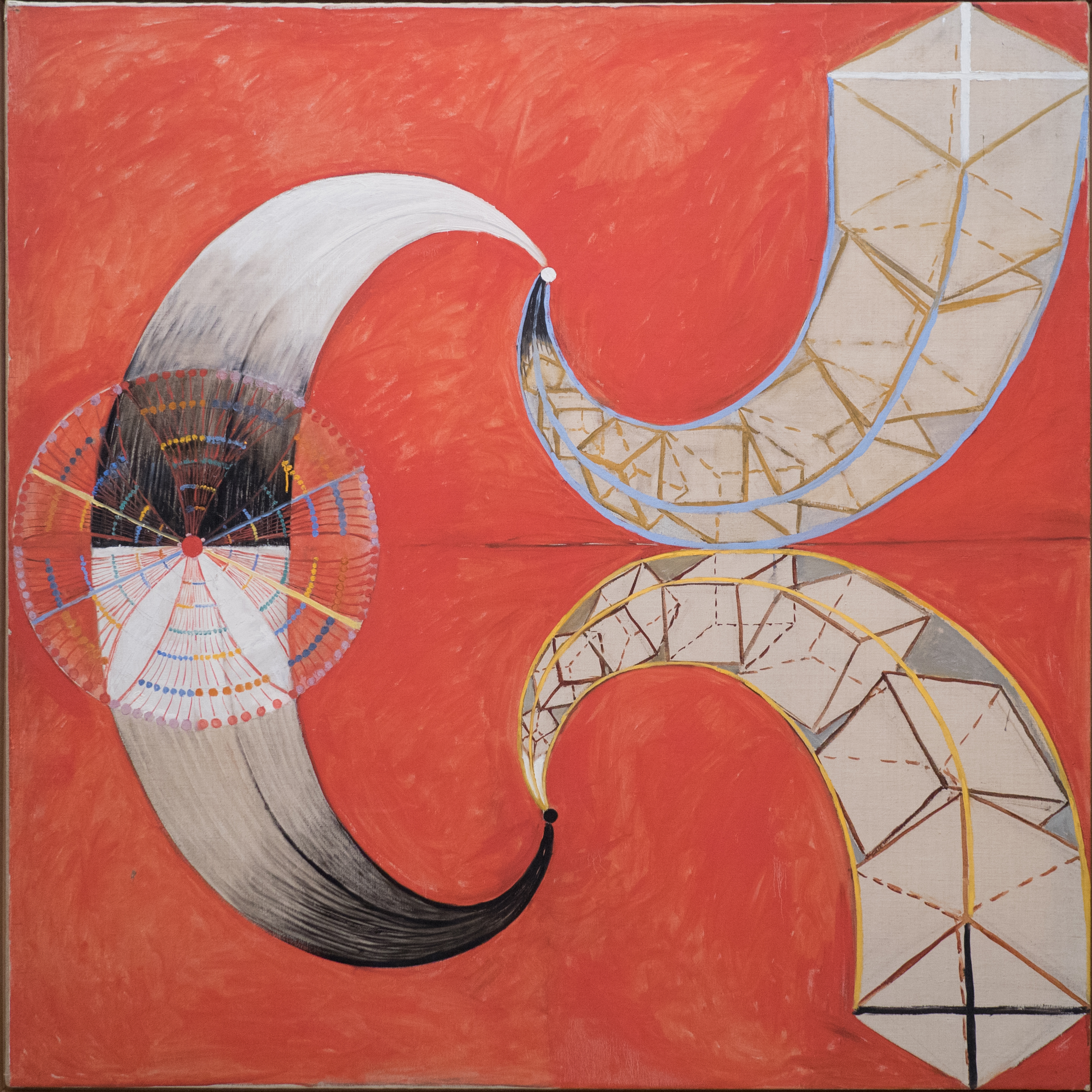
Group IX/SUW, The Swan, Núm. 9, 1915
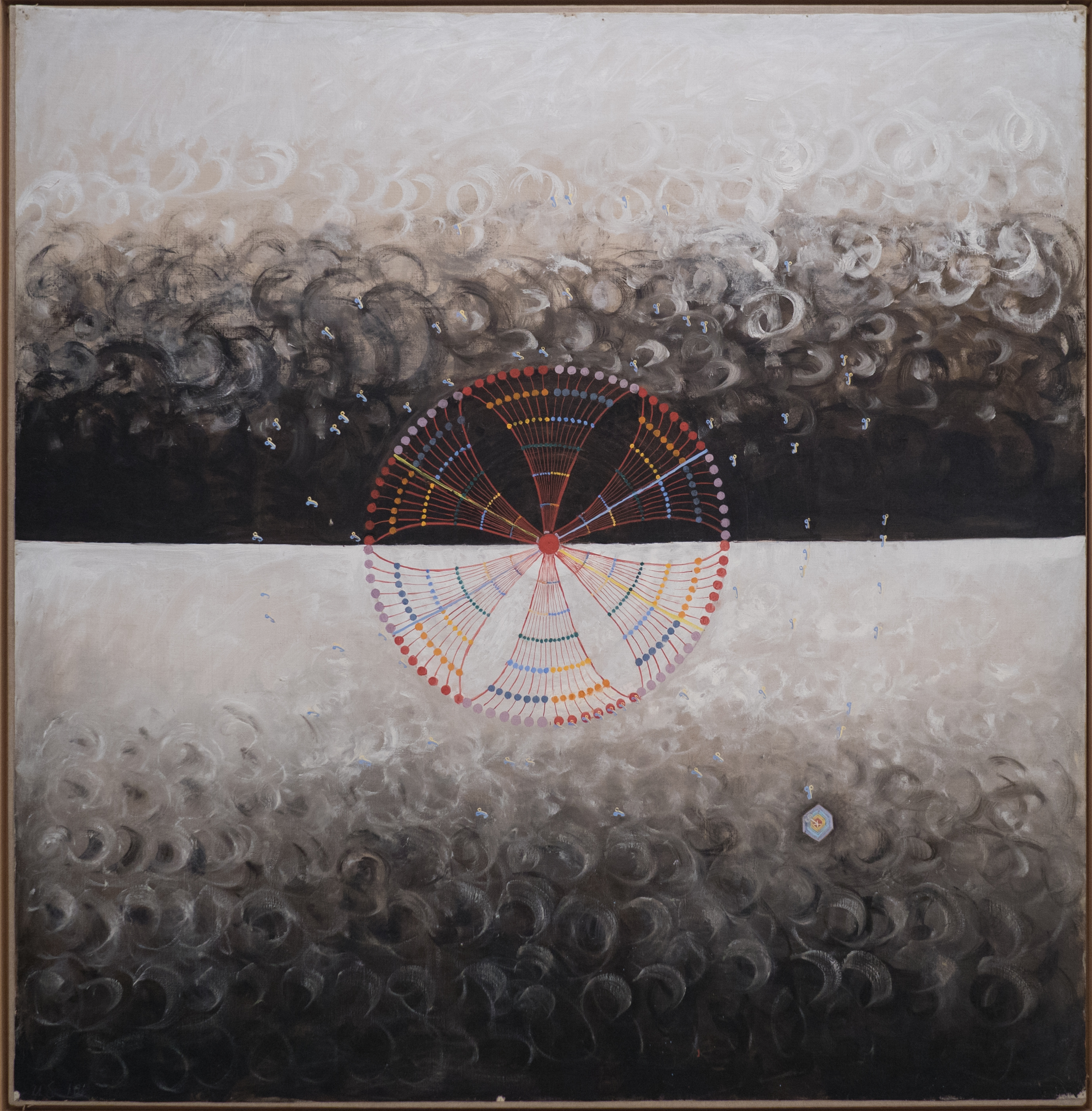
The Swan, Núm. 10, Group IX/SUW, 1915
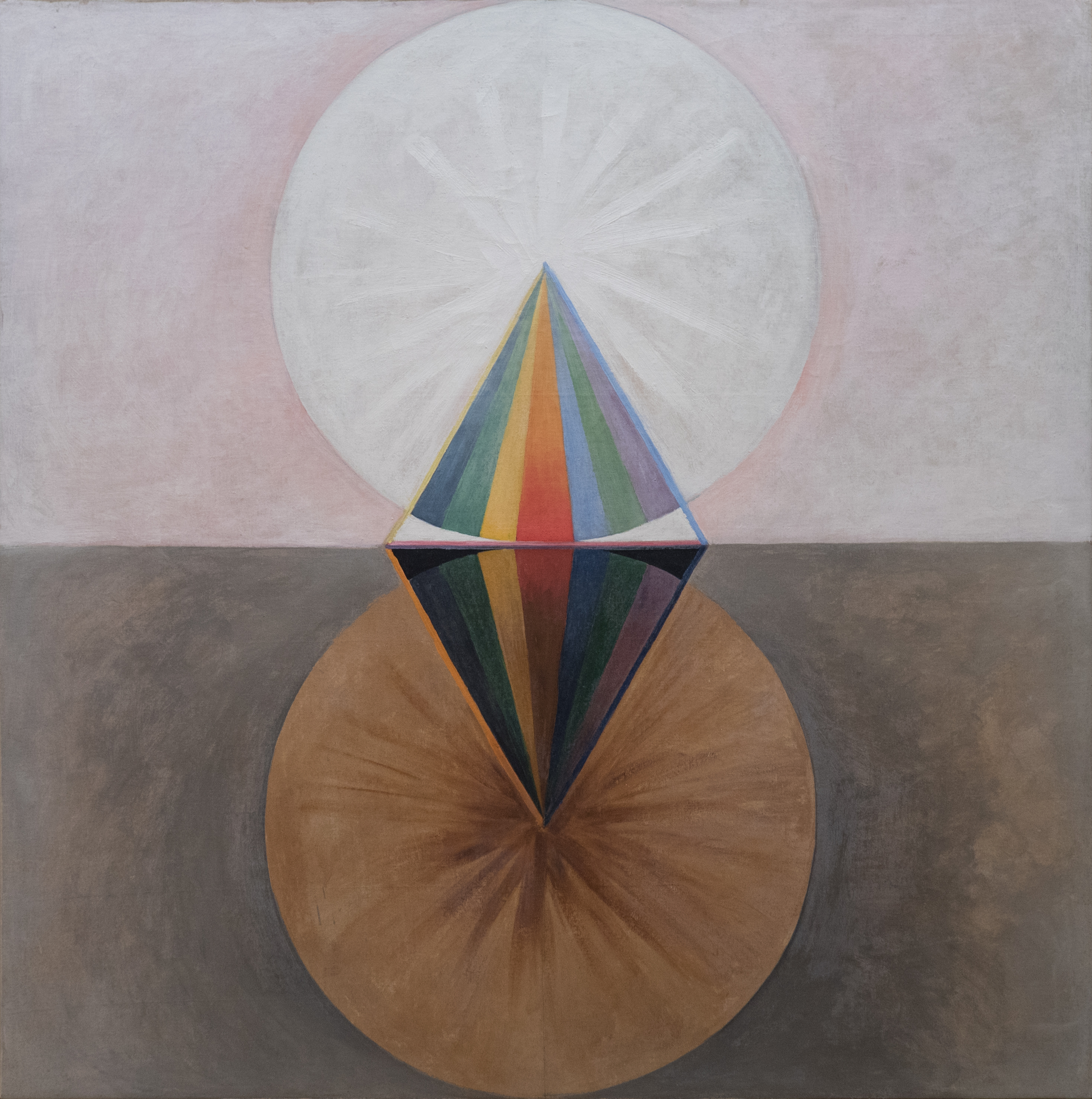
The Swan, Núm. 12, Group IX/SUW, 1915
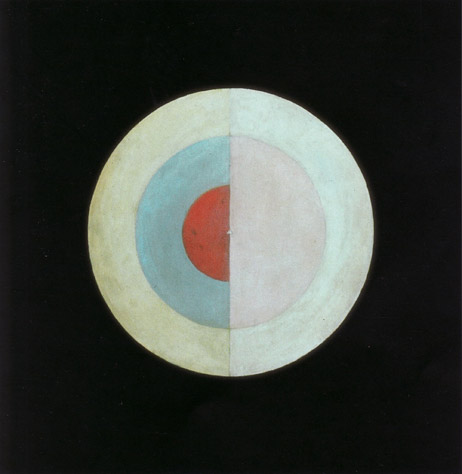
The Swan, Núm. 16, Group IX/SUW, 1915
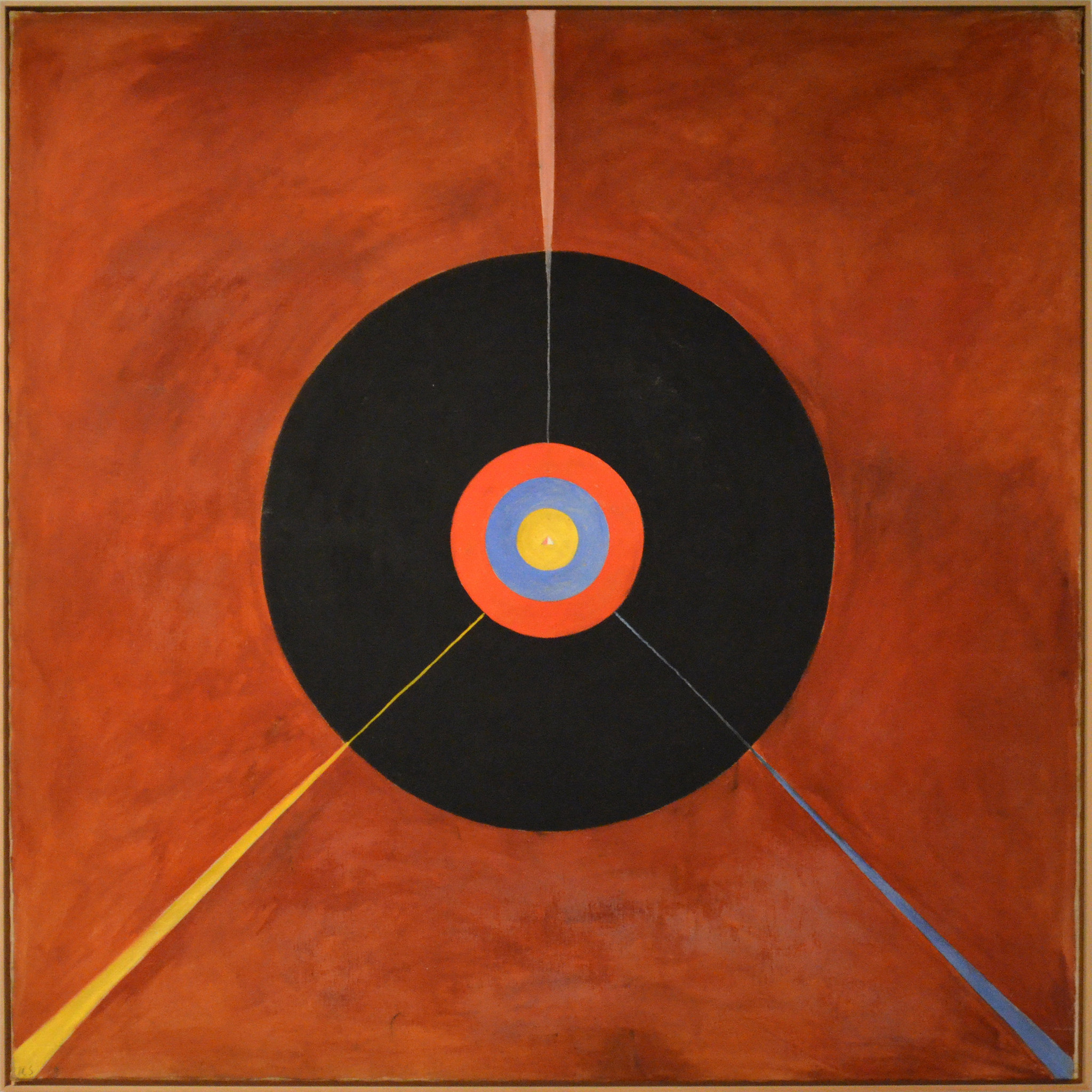
The Swan, Núm. 18, Group IX/SUW, 1915
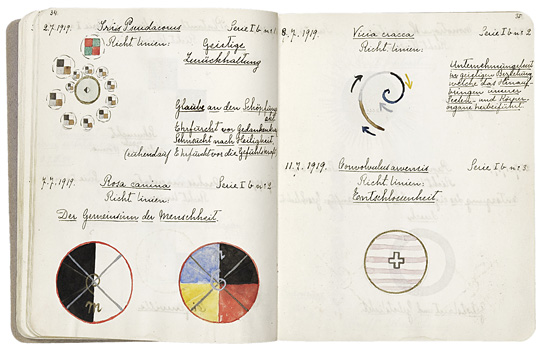
Quadern, 2–11 Juliol de 1919
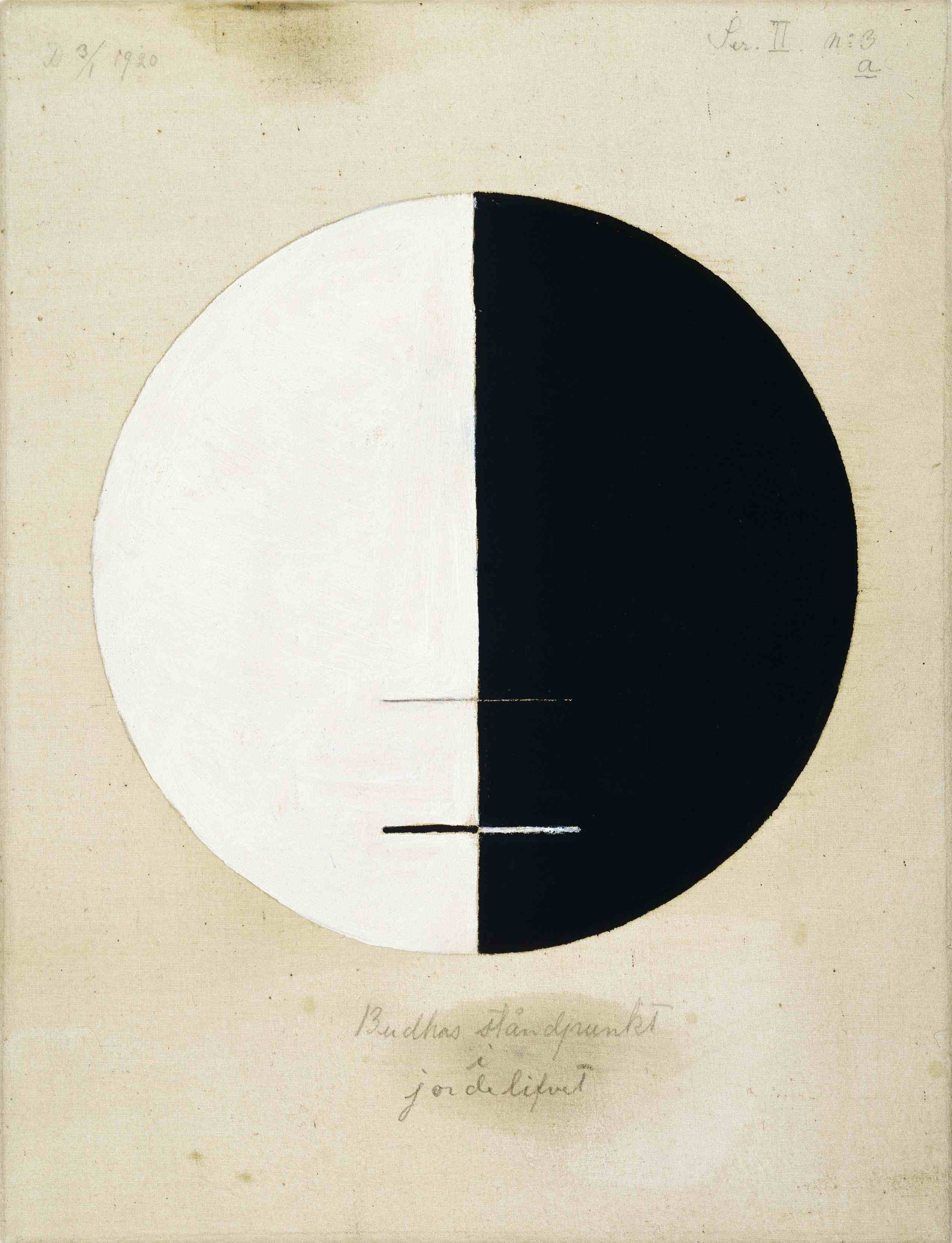
Buddha's Standpoint in the Earthly Life, Núm. 3a, Series XI, 1920